# Белли, Владимир Александрович
Влади́мир Алекса́ндрович Бе́лли (11 (23) июля 1887, Санкт-Петербург — 26 июня 1981, Ленинград) — военный разведчик, дипломат, военно-морской историк и теоретик, кандидат военно-морских наук (1940), профессор (1945), контр-адмирал (04.06.1940).

## Биография
Владимир Белли родился 11 (23) июля 1887 года в Санкт-Петербурге.
Происходил из старинного шотландского рода. Его прадед, шотландец Вильям Бэйлли (William Baillie), родившийся в 1769 году, инженер, приехал из Британии в Россию и служил многие годы директором завода в Архангельске. Здесь он по-русски стал именоваться Василием Васильевичем Белли. В свою очередь, дед Василия Васильевича Белли — баронет Эван Бэйлли (Evan Baillie) — был генералом, в 1749 году он в звании генерал-майора служил в войсках Ост-Индской компании, а затем был командующим британскими войсками в Индии. Постепенно род Белли, живя в России, обрусел. Дедом В. А. Белли был один из сыновей Василия Васильевича — Александр Васильевич — который после окончания Морского корпуса долгие годы служил на флоте, дослужился до капитана 1 ранга, последние годы своей службы был председателем суда Свеаборгского порта, в 1859 году вышел в отставку, получив звание генерал-майора по адмиралтейству. Его сын, отец В. А. Белли — Александр Александрович — был единственным в семье сугубо штатским человеком, но брат А. А. Белли, Константин Александрович, в 1904—1905 годах в звании капитана по адмиралтейству участвовал в обороне Порт-Артура и вышел в отставку в 1912 году полковником по адмиралтейству.

### Образование
Владимир Белли окончил три класса гимназии, после чего в 1900 году поступил в младший общий класс Морского корпуса, осенью 1903 года, в возрасте 16 лет, был переведён в младший специальный класс и произведён в гардемарины, в классе через год был назначен исполнять обязанности младшего унтер-офицера, а с осени 1905 года — старшего унтер-офицера. Окончил Морской корпус 26 апреля (9 мая) 1906 года с присвоением звания корабельного гардемарина, 17 (30) марта 1907 года после выслуги ценза на эскадренном броненосце «Цесаревич» и успешной сдачи экзамена был произведён в мичманы.
Окончил Минный офицерский класс (1912—1913, получил квалификацию минного офицера 2‑го разряда) и курсы радиотелеграфии при них (1914). Окончил курс японского отделения Практической восточной академии (1918—1919). В 1940 году защитил кандидатскую диссертацию в Военно-морской академии имени К. Е. Ворошилова.

### Служба
Служил на кораблях Балтийского флота вахтенным начальником эскадренного миноносца (эсминца) «Прочный» (2‑й отряд минных судов, базировался в Гельсингфорсе), с весны 1908 года исправляющий должность артиллерийского офицера канонерской лодки «Грозящий» (учебный корабль Морского инженерного училища), с осени 1908 года непродолжительное время на эсминце «Внимательный», затем — вахтенный офицер эскадренного броненосца «Цесаревич» и одновременно начальник смены Школы строевых старшин. Во время заграничного похода принял участие в спасательных работах в сицилийском городе Мессине, разрушенном катастрофическим землетрясением. Весной 1909 года произведён в лейтенанты.
Как начальник смены Школы строевых старшин с осени 1909 года продолжил службу на крейсере «Аврора», совершил три заграничных похода, в том числе в 1912 году крейсер участвовал в торжествах по случаю коронации короля Сиама. Командир крейсера «Аврора» капитан 1 ранга Леонид Петрович Опацкий так охарактеризовал своего офицера:
«Лейтенанту В. А. Белли можно поручить любое дело»
Осенью 1912 года с формулировкой «за преуспевание в службе и за большие труды» В. А. Белли был награждён орденом Святого Станислава 3‑й степени.
С осени 1913 года — младший минный офицер крейсера «Громобой», с весны 1914 года — старший минный офицер эскадренного броненосца «Цесаревич».
Участник Первой мировой войны, в августе 1915 года награждён орденом Святой Анны 3‑й степени, к нему в марте 1916 года пожалован мечами и бантом. В декабре 1915 года произведён в старшие лейтенанты, весной 1916 года назначен 2‑м флагманским минным офицером штаба начальника Минной дивизии с заведованием радиотелеграфией. За участие в героической операции по постановке минных банок у побережья Курляндии, занятого немцами, В. А. Белли был награждён орденом Святого Владимира 4‑й степени с мечами и бантом. После Февральской революции — одновременно старший флаг-офицер Минной дивизии. С августа 1917 года, произведён в капитаны 2 ранга, назначен помощником флаг-капитана по распорядительной части штаба Балтийского флота капитана 1 ранга А. М. Щастного.
После Великой Октябрьской социалистической революции 1917 года перешёл на сторону советской власти, участвовал в Ледовом походе Балтийского флота в 1918 году. С июля 1918 года командовал эскадренным миноносцем «Капитан Белли», находившимся в достройке.
В 1919—1921 годах — флагманский минёр Штаба командующего Морскими силами Республики (в Москве). В 1921 году переведён в Управление военно-морских учебных заведений. Осенью 1922 года был назначен военно-морским экспертом на Чанчуньскую советско-японскую конференцию, но не успел добраться на конференцию вовремя, в 1922—1924 годах — военно-морской атташе СССР в Китае. В Фузане по указанию М. И. Калинина пытался вести переговоры с командующим Сибирской военной флотилией контр-адмиралом Г. К. Старком о её возвращении в Россию. Зная, что адмирал уже восемь лет не имел сведений о своей семье, Белли навестил её в Петрограде и передал Старку фотографию. Он предложил Старку в обмен на возвращение флотилии амнистию от имени ВЦИК, но получил отказ.
В 1924—1925 годах — начальник Иностранного отдела Штаба РККФ, на этой должности принимал участие в подготовке и подписании протокола между СССР, Эстонией и Финляндией о мореплавании в водах Нарвского залива; в 1925—1926 годах — помощник начальника Оперативного управления Штаба РККФ. С 1926 года занимался научной и педагогической деятельностью в Военно-морской академии (преподаватель кафедры стратегии).
В октябре 1930 года арестован по доносу и приговорён коллегией ОГПУ к 10 годам лагерей, в январе 1932 года полностью реабилитирован (по другим[каким?] данным освобождён в 1931 году, реабилитирован в 1953 году).
В 1936 году с установлением в СССР персональных воинских званий присвоено звание капитана 2 ранга, в 1939 году ему было присвоено звание капитана 1 ранга, 4 июня 1940 года — контр-адмирала (в числе первых, кто получил адмиральские звания после их восстановления).
В 1935—1937 годах В. А. Белли был начальником кафедры оперативного искусства и стратегии, а с 1937 до 1949 года начальником командного факультета Военно-морской академии имени К. Е. Ворошилова. С 1943 года — одновременно консультант Главного Морского штаба по вопросам международного права. С 1949 года в отставке. В 1951 году (по другим[каким?] данным — в 1945) ему было присвоено учёное звание профессора.
После ухода в отставку оставался членом трёх учёных советов — Военно-морской академии имени К. Е. Ворошилова, её командного факультета и Высшего военно-морского училища имени М. В. Фрунзе. Кроме того, входил в состав научной группы при Главном Морском штабе, был членом редколлегии «Морского атласа» и членом военно-исторической секции Ленинградского Дома учёных.
Похоронен в Ленинграде на Смоленском православном кладбище.

## Награды
- орден Святого Владимира 4-й степени с мечами и бантом (1916),
- орден Святой Анны 3-й степени с мечами и бантом (1915),
- орден Святого Станислава 3-й степени (1912),
- орден Грифа Кавалерского креста Мекленбургского герцогства,
- серебряная медаль Итальянского королевства «За оказание помощи пострадавшим во время бывшего в 1908 году землетрясения в Сицилии и Калабрии»,
- орден Ленина (1945),
- орден Красного Знамени (1944),
- орден Красного Знамени (1949),
- орден Трудового Красного Знамени (1943),
- орден Отечественной войны 1-й степени (1945),
- медали[4].

## Печатные труды
В. А. Белли — автор множества научных работ по оперативному искусству ВМФ, морскому международному праву и истории военно-морского искусства:
- «Наставление по взаимоотношениям с иностранными кораблями и властями» (1925)
- «Борьба за Тихий океан» (1929)
- «Операции подводных лодок» (1933)
- «Блокадные операции» («Морской сборник», 1937, № 1)
- «Военно-морской международно-правовой справочник» (1939, 1940)
- «Оперативно-тактическая мысль за 25 лет, 1919—1944 гг.» (1944)
- «Военно-морской флот в Отечественной войне» (1944)
- «Цели ведения войны на море» (1945)
- «Методы достижения целей в войне на море» (1945)
- «Основы стратегии» (1947)
- «Эволюция английской теории морской войны» (1947)
- «Оборона берегов с моря» (1947)
- «Действия иностранных флотов в I мировую войну 1914—1918 гг.» (1953—1955)
- «Флот в Первой мировой войне» (1964)
- «Боевые действия в Атлантике и на Средиземном море 1939—1945 гг.» (1967, в соавторстве с К. В. Пензиным)
- «Блокада и контрблокада» (1967)

а также мемуаров
- «В Российском императорском флоте»
- «В Советском Военно-Морском флоте»

Кроме того, он был автором множества статей по военно-морской тематике, в том числе:
- «Японские морские базы» («Военный вестник», 1924. № 42)
- «Флот и гражданская война в Китае в 1923—1924 гг.» («Морской Сборник». № 5)
- «Борьба за Янцзы» («Морской Сборник», 1927. № 4)
- «Организация военно-морского обучения в Японии» («Красная армия и школа», 1926. № 6)
- «Стратегия слабейшего на море в условиях пересечённого театра» (1929)
- «Перед назревающей войной на Тихом океане» (1933)
- «Японская агрессия на Дальнем Востоке» (1934)
- «Дальневосточный флот» (1934)
- «Международно-правовые нормы подводной войны» (1940)
- «Военно-морской флот в обороне страны» (1941)
- «Борьба за Атлантику» (1942)
- «Нормандская операция 1944 г.» (1947)
- «Рецензия на книгу Флетчера Протта „Война на Тихом океане“» (Военная мысль, 1947. № 8)
- «Героизм русских моряков в Цусимском сражении (к 50-летию)» (1955).